# جيني هانغ
جيني هانغ (بالإنجليزية: Jenny Hung)‏ هي لاعبة تنس الطاولة نيوزيلندية، ولدت في 23 مارس 1991 في تايبيه في تايوان.